# Озерна сільська рада
Озе́рна сільська рада (рос. Озёрный сельский совет) — сільське поселення у складі Світлинського району Оренбурзької області Росії.
Адміністративний центр — селище Озерний.

## Населення
Населення — 424 особи (2019; 795 в 2010, 1296 у 2002).

## Склад
До складу сільської ради входять:
| Населений пункт | Населення, осіб (2002) | Населення, осіб (2010) |
| --------------- | ---------------------- | ---------------------- |
| Казанча, селище | 302                    | 170                    |
| Озерний, селище | 994                    | 625                    |